# Ignacio Casano
Ignacio Casano (Buenos Aires, 6 de julho de 1980) é um ator nascido na Argentina, com carreira reconhecida na Cidade do México.

## Biografia
Filho de mãe italiana e pai argentino, estudou em uma escola bilíngue. Logo após começou a cursar Administração de empresas e depois três anos de Psicologia. Nesta época também começou a trabalhar como modelo.
Em 2007 de muda para o México, onde começa sua carreira no Centro de Estudios da Televisa. 
Estreou na televisão no ano de 2012, na telessérie Miss XV.
Em 2013 fez uma participação na novela Mentir para vivir, interpretando Mike. Entrou na trama no capítulo 62.
Em 2015 se torna protagonista da segunda fase da telenovela A que no me dejas

## Carreira

### Telenovelas
- Mi marido tiene familia (2017-2019)... Hugo Aguilar Rivera
- A que no me dejas (2015-2016)... Mauricio Almonte/Mauricio Fonseca Murat (protagonista)
- Lo que la vida me robó (2013-2014)... Benjamín Almonte (joven).
- Mentir para vivir (2013)... Mike Rodríguez.

### Séries
- Nueva vida (2013)... Elías.
- Miss XV (2012)...Sebastián D'Acosta.

### Programas de televisão
- Como dice el dicho (2014) - Vários episódios

### Filmes
- A la Mala (2015) -

## Prêmios e Indicações

### Prêmio TVyNovelas
| Ano  | Categoria             | Programa/Telenovela | Resultado |
| ---- | --------------------- | ------------------- | --------- |
| 2016 | Melhor ator revelação | A que no me dejas   | Nomeado   |